# Bačko Dušanovo
Bačko Dušanovo (ćir.: Бачко Душаново, mađ.: Zentaörs) je naselje u općini Subotica u Sjevernobačkom okrugu u Vojvodini.

## Stanovništvo
U naselju Bačko Dušanovo živi 741 stanovnik, od čega 588 punoljetnih stanovnika s prosječnom starosti od 40,2 godine (39,3 kod muškaraca i 41,1 kod žena). U naselju ima 286 domaćinstva, a prosječan broj članova po domaćinstvu je 2,59.
Prema popisu iz 1991. godine u naselju je živjelo 785 stanovnika.
| Etnički sastav 2002. |            |        |
| Narod                | Stanovnika | %      |
| Srbi                 | 239        | 32,25% |
| Mađari               | 463        | 62,48% |
| Jugoslaveni          | 12         | 1,61%  |
| Crnogorci            | 3          | 0,40%  |
| Hrvati               | 2          | 0,26%  |
| Makedonci            | 2          | 0,26%  |
| Bunjevci             | 1          | 0,13%  |
| nepoznato            | 2          | 0,26%  |

| broj stanovnika | 1023  | 1023  | 1011  | 938   | 839   | 785   | 741   |
|                 | 1948. | 1953. | 1961. | 1971. | 1981. | 1991. | 2001. |

## Šport
- Nogometni klub Hajduk.[3]

## Znamenitosti
- staja u Bačkom Dušanovu, spomenik kulture[4]

## Vanjske poveznice
- Karte, položaj vremenska prognoza  Arhivirana inačica izvorne stranice od 5. srpnja 2009. (Wayback Machine)
- Satelitska snimka naselja